# Bucculatrix infans
Bucculatrix infans är en fjärilsart som beskrevs av Otto Staudinger 1880. Bucculatrix infans ingår i släktet Bucculatrix och familjen kronmalar. Inga underarter finns listade i Catalogue of Life.